# Cantó de Pont-de-Chéruy
El cantó de Pont-de-Chéruy és un cantó francès del departament de la Isèra, situat al districte de Vienne. Té sis municipis i el cap és Pont-de-Chéruy.

## Municipis
- Anthon
- Charvieu-Chavagneux
- Chavanoz
- Janneyrias
- Pont-de-Chéruy
- Villette-d'Anthon

## Història
| Data d'elecció                           | Identitat       | Partit           | Qualitat |
| ---------------------------------------- | --------------- | ---------------- | -------- |
| 1964-1988                                | Paul Chenguelia | SFIO, després PS |          |
| 1988-                                    | Gérard Dezempte | RPR, després UMP |          |
| les dades anteriors no són pas conegudes |                 |                  |          |
|                                          |                 |                  |          |

| 1962  | 1968   | 1975   | 1982   | 1990   | 1999   | 2007   |
| ----- | ------ | ------ | ------ | ------ | ------ | ------ |
| 8.897 | 11.011 | 15.039 | 18.448 | 21.975 | 22.374 | 23.195 |